# Кучкер, Иоганн Рудольф
Иоганн Рудольф Кучкер (нем. Johann Rudolf Kutschker; 11 апреля 1810, Визе, Австрийская Силезия — 27 января 1881, Вена, Австро-Венгрия) — австро-венгерский кардинал. Титулярный епископ Карре и вспомогательный епископ Вены с 7 апреля 1862 по 15 апреля 1876. Архиепископ Вены с 15 апреля 1876 по 27 января 1881. Кардинал-священник с 22 июня 1877, с титулом церкви Сан-Эузебио с 25 июня 1877.

## Сочинения
- «Das Eherecht der Kathol. Kirche» (Вена, 1856—1859).